# Afriški orel
Afriški orel (znanstveno ime Polemaetus bellicosus) je največji afriški orel, ki izvira iz podsaharske Afrike in je den največjih na svetu. Je edini član rodu Polemaetus. Vrsta poddružine orlov (Aquilinae), ima perje nad nartnico. Ena največjih in najmočnejših vrst orla, je dokaj oportunistični plenilec, ki spreminja izbiro plena med sesalci, pticami in plazilci. Njegova lovska tehnika je edinstvena, saj je ena redkih vrst orlov, za katere je znano, da lovijo predvsem z visokega razgledišča, tako da se sklanjajo proti plenu. Ta vrsta, ki živi v gozdnatih pasovih sicer odprte savane, je v zadnjih nekaj stoletjih zaradi različnih dejavnikov močno upadla. Afriški orel je ena najbolj preganjanih vrst ptic na svetu. Zaradi navade kraje živine in regionalno dragocene divjadi si lokalni kmetje in lovci pogosto prizadevajo odpraviti jih, čeprav je učinek orlov na ta plen skoraj zagotovo precej pretiran. Trenutno je afriški orel po IUCN opredeljen za ogroženega.

## Razširjenost
Afriškega orla lahko najdemo v večini podsaharske Afrike, kjer je hrane v izobilju in je okolje ugodno. S skupno ocenjeno razširjenostjo približno 26.000 km2 je precej razširjen po Afriki, kar ji daje nekoliko širši obseg kot druge tamkajšnje vrste, kot sta kronani orel (Stephanoaetus coronatus) in kafrski orel (Aquila verreauxii). Čeprav nikoli ni običajno, obstaja večja gostota populacije v južni Afriki in v nekaterih delih vzhodne Afrike. Običajno so redki v zahodni Afriki, vendar je znano, da živijo v Senegalu, Gambiji in severni Gvineja Bissau, južnem Maliju ter severnih delih Slonokoščene obale in Gane. Od južnega Nigra in vzhodne Nigerije je vrsta razpršena po Čadu, Sudanu in Srednjeafriški republiki ter po severnem, vzhodnem in južnem delu Demokratične republike Kongo. V vzhodni Afriki segajo od Somalije in Etiopije bolj ali manj neprekinjeno proti jugu preko Kenije, Ugande, Tanzanije in v južni Afriki od Angole, Zambije, Malavija in južnega Mozambika do Južne Afrike. Znano je, da nekatere večje preostale populacije še vedno obstajajo v Zimbabveju in Južni Afriki. Na splošno so te ptice bolj razširjene na zaščitenih območjih, kot sta narodni park Kruger in čezmejni park Kgalagadi v Južni Afriki ali nacionalni park Etosha v Namibiji.

## Taksonomija
Družina Accipitridae (kragulji) je daleč najbolj raznolika družina ujed na svetu z več kot 230 trenutno sprejetimi vrstami. Kot član poddružine Aquilinae, je afriški orel ena od približno 15 % obstoječih vrst družine, ki ima perje, ki pokriva noge. To je lahko koristna lastnost za razlikovanje teh vrst od drugih orlov in ujed, saj so prisotne celo v tropskih vrstah, kot je afriški orel.  Po trenutnih razvrstitvah afriške orle sestavlja približno 38 živih vrst, ki so razširjene na vseh celinah, ki jih naseljujejo kragulji, kar izključuje samo celino Antarktiko. Nekaj manj kot polovica živih vrst je v Afriki. Opravljene so bile študije o mitohondrijsko DNK večine vrst malih orlov (Hieraaetus pennatus), vključno z afriškim orlom, da bi dobili vpogled v to, kako je poddružina urejena in katere vrste so med seboj povezane. DNK testiranje v 1980-ih je pokazalo, da je bil afriškiorel specializiran poganjek orlov z majhnim telesom Hieraaetus in ena študija je šla tako daleč, da je zagovarjala, da se vključi v rod. Vendar pa je sodobnejše in obsežnejše genetsko testiranje pokazalo, da se afriški orel zelo razlikuje od drugih živih malih orlov in se je pred nekaj milijoni let oddaljil od drugih obstoječih rodov. Afriški orel je genetsko spadal med dve drugi vrsti v monotipskih rodovih, čopasti orel (Lophaetus occipitalis) in azijskim jastrebjim orlom (Lophotriorchis kienerii), ki sta se podobno ločila od drugih sodobnih vrst. Glede na neskladje edinstvene morfologije te vrste in da sta obe zgoraj omenjeni najtesneje povezani živi vrsti veliki le približno toliko kot večja kanja, se edinstvena dediščina afriškega orla šteje za celo površno očitno. Podvrste ni in vrsta se po videzu in genetski raznovrstnosti med svojo razširjenostjo malo razlikuje.

## Opis
Afriški orel je zelo velik orel. Skupna dolžina je lahko od 78 do 96 cm, s povprečno približno 85,5 cm. Njegovo skupno dolžino – v primerjavi z razponom kril – omejuje relativno kratek rep. Kljub temu se zdi, da je šesta ali sedma najdaljša obstoječa vrsta orlov. Razpon kril afriških orlov je lahko od 188 do 240 cm. Poročali so o razponu kril do 260 cm, vendar morda niso utemeljeni. Povprečen razpon kril te vrste je bil 205 cm do 207,5 cm, vendar je bilo ugotovljeno, da ima deset izmerjenih afriških orlov v divjini povprečno 211,9 cm v razponu kril. Tako se zdi, da je afriški orel v povprečju četrti po razponu kril med živimi orli, zaostaja le za Stellerjevim orlom (Haliaeetus pelagicus), orlom belorepcem (Haliaeetus albicilla) in repatim orlom (Aquila audax), v grobem opisu. Za vrsto, ki je po svoji genetski sestavi dokaj homogena, je telesna masa afriških orlov presenetljivo spremenljiva. Do neke mere je variacija telesne mase pri vrsti posledica znatnega obrnjenega spolnega dimorfizma, pa tudi različnih okoljskih razmer različnih populacij orlov. Iz različnih študij je bilo ugotovljeno, da so afriški orli brez spola tehtali povprečno 3,93 kg pri 17 pticah, 3,97 kg pri 20 pticah in 4,23 kg pri 20 pticah, medtem ko je bila povprečna teža orlov, ki so jih ustrelili lovci v začetku 20. stoletja v Južni Afriki, 4,71 kg. Po obsegu teže se afriški orel po velikosti v veliki meri prekriva s planinskim orlom (Aquila chrysaetos) in Verreauxovim orlom (in ga celo presegata v največji znani telesni masi). Na podlagi številnih študij se zdi, da je afriški orel v povprečju rahlo težji od orla Verreauxa, vendar (izvedeno iz globalno združene telesne mase njegovih različnih ras) je povprečna telesna masa planinskih in afriških orlov enaka in znaša približno 4,17 kg.
Afriški orli so zelo spolno dimorfni. Medtem ko so samice v povprečju približno 10 % večje v linearni dimenziji, je pri telesni masi spolni dimorfizem borilnih orlov bolj izrazit. Samci lahko tehtajo od 2,2 do 3,8 kg, medtem lahko samice tehtajo od 4,45 do 6,5 kg. Tako je dimorfizem po teži približno 36 % v korist samice, kar je nenavadno neskladno z linearnimi razlikami med spoloma.
Perje odrasle osebe je temno rjavo obarvano na zgornjem delu, glavi in zgornjem delu prsnega koša, z občasnim nekoliko svetlejšim robom teh peres. Temno perje je lahko sivkasto, črnkasto ali celo obarvano, odvisno od svetlobnih pogojev. Spodnji del telesa je bel s perjem z redkimi, a vidnimi črno-rjavimi pikami. Spodnji pokrovi so temno rjavi, remigi pa so bledi s črnimi progami, kar daje krilom odraslih temen videz. Spodnja stran repa ima podobno zaporo kot remige, medtem ko je zgornja stran enako enakomerno rjava kot hrbet in pokrovi zgornjih kril. Oči zrelih ptic so bogato rumene, medtem ko so cerke in velike noge bledo zelenkaste, kremplji pa črni. Imajo kratek erektilni greben, ki običajno ni niti izstopajoč niti razširjen in je na splošno videti kot oglati hrbet do navidezno ploske glave. Ta vrsta pogosto sedi v precej pokončnem položaju, s svojimi dolgimi krili, ki popolnoma pokrivajo rep, zaradi česar je opisana kot "stoječa" in ne "sedeča" na veji, ko sedi. Imajo med letom dolga široka krila z razmeroma ozkimi zaobljenimi konicami, ki se lahko včasih zdijo koničaste, odvisno od tega, kako orel drži krila. Sposoben je gibljivih utripov z drsenjem na ravnih krilih ali rahlo dvignjenih v diedarju. Ta vrsta pogosto preživi velik del dneva na krilij, bolj kot verjetno kateri koli drugi afriški orli, in pogosto na veliki višini. Mladiči so izraziti po perju biserno sive barve zgoraj s precejšnjim belim robom, pa tudi s pegasto sivim učinkom na temenu in zadnjem vratu. Krila mladičev so lisasta sivo-rjava in bela, z vzorci prečk na primarnih in repu, ki so podobni odraslim, vendar svetlejša in siva. V 4. ali 5. letu opazimo zelo postopno povečanje do rjavkastih peresnih pik, vendar hrbet in krošnja ostaneta dokaj bledo siva. V tej starosti se lahko pojavi čedalje več madežev na grlu in prsnem košu, nekatere lise na trebuhu pa se lahko tudi različno manifestirajo. Oči mladičev so temno rjave. Ta vrsta doseže odraslo perje do svojega sedmega leta, pri čemer se prehod na perje odraslih zgodi precej hitro po mnogih letih v malo spremenjenem perju mladostnikov.

## Način življenja
Pari borilnih orlov živijo na ozemljih do 250 km². Pari se gnezdijo približno 50 km narazen, zaradi česar je bojni orel najbolj redko poseljena ptica na svetu.

## Razmnoževanje
Gnezditvena sezona traja od novembra do julija in se v tem obdobju razlikuje glede na zemljepisno širino. Samica gradi gnezdo skoraj sama. Gnezdo je zgrajeno v vilicah ali ploščati krošnji drevesa in je premera do 2 m in višine 1,5 m. Samica odloži eno samo bež, rjavo pegasto jajce, ki tehta približno 190 gramov.
Po inkubacijskem obdobju 6 do 7 tednov se mladi orel izleže. Pri treh mesecih in pol mladi prvič poskusi leteti in nekaj časa ostane v bližini gnezda. Končno dobi svoje odraslo perje v starosti od šest do sedem let.

## Hrana
Afriški orli jedo večinoma vretenčarje, ki tehtajo približno 1 do 5 kg in sicer majhne do srednje velike zemeljske sesalce (zajce, pečinarje, surikate, majhne antilope in njihove mladiče (npr. mlade impale ali duikerje), tudi šakale) in večje ptice (npr. vodne ptice) in plazilce (kuščarji, občasno tudi manjši plen, kot so kače); vzamejo tudi manjše domače živali enake velikosti kot mlade koze, mlade ovce, pse in perutnino.

## Zunanje povezae
- Watzmann-Pictures (Quelle der hier verwendeten Fotos)
- [http://www.watzmann-pictures.de/w_gb/frame.html Watzmann-Pictures (Vir tukaj uporabljenih fotografij)
- Polemaetus bellicosus  in der Roten Liste gefährdeter Arten der IUCN 2008. Eingestellt von: BirdLife International, 2008. Abgerufen am 30. Januar 2009.
- Videos, Fotos und Tonaufnahmen zu Polemaetus bellicosus  in der Internet Bird Collection